# Jo Jorgensen
Jo Jorgensen   (Libertyville, 1 de maig de 1957) és una acadèmica i activista política estatunidenca. És la nominada del Partit Llibertari a les eleccions presidencials dels Estats Units de 2020. Havia format part de la candidatura de Harry Browne a les eleccions presidencials de 1996 com a candidata a la vicepresidència. També fou la candidata llibertària a les eleccions de 1992 al 4t districte congressual de Carolina del Sud, on rebré 4.286 vots (un 2,2% del total).

## Campanya presidencial de 2020

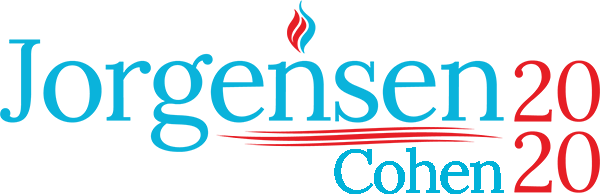
Logotip oficial de la candidatura Jorgensen/Cohen de 2020.

El 13 d'agost de 2019, Jorgensen va presentar documentació a la Comissió Electoral Federal per presentar-se com a llibertària a les eleccions de 2020. Va anunciar formalment la campanya el 2 de novembre de 2019 a la convenció del Partit Llibertari de Carolina del Sud, abans de participar al debat oficial dels llibertàris de Carolina del Sud.
A les primàries llibertàries no vinculats, Jorgensen va ser la segona en vot popular i va guanyar dos de les dotze primàries celebrades.
El 23 de maig de 2020, Jorgensen va esdevenir la candidata oficial del Partit Llibertari a la presidència dels Estats Units, la primera dona en aconseguir-ho i l'única candidata dona amb accés a 270 vots electorals el 2020. Spike Cohen, un desconegut a la política convencional, va ser nominat candidat a la vicepresidència. Aquell mateix dia, els seus seguidors van recuperar l'eslògan no oficial de la campanya de Hillary Clinton el 2016: «Estic amb ella». L'eslògan va arribar a ser tendència a Twitter i va arribar a la premsa nacional.